# Farnborough
Farnborough este un oraș în comitatul Hampshire, regiunea South East England, Anglia. Orașul se află în districtul Rushmoor a cărui reședință este.